# Hans Christian Branner
Hans Christian Branner (23. června 1903 Kodaň – 23. dubna 1966 Kodaň) byl dánský prozaik a dramatik.
Největší vliv na jeho tvorbu měly zážitky ze 2. světové války.

## Dílo
- Seznam děl v Souborném katalogu ČR, jejichž autorem nebo tématem je Hans Christian Branner
- Lagetøj (Hračky) – kolektivní drama
- Rytteren (Jezdec) – Brannerovo nejvýznamnější dílo
- Ingen kender natten (Nevíme dne ani hodiny) – román s okupační tematikou